# Anthony Delhalle
Pour les articles homonymes, voir Delhalle.
Anthony Delhalle, né le 11 janvier 1982 à Chartres (Eure-et-Loir) et mort le 9 mars 2017 à Nogaro (Gers), est un pilote de vitesse et d'endurance moto français.

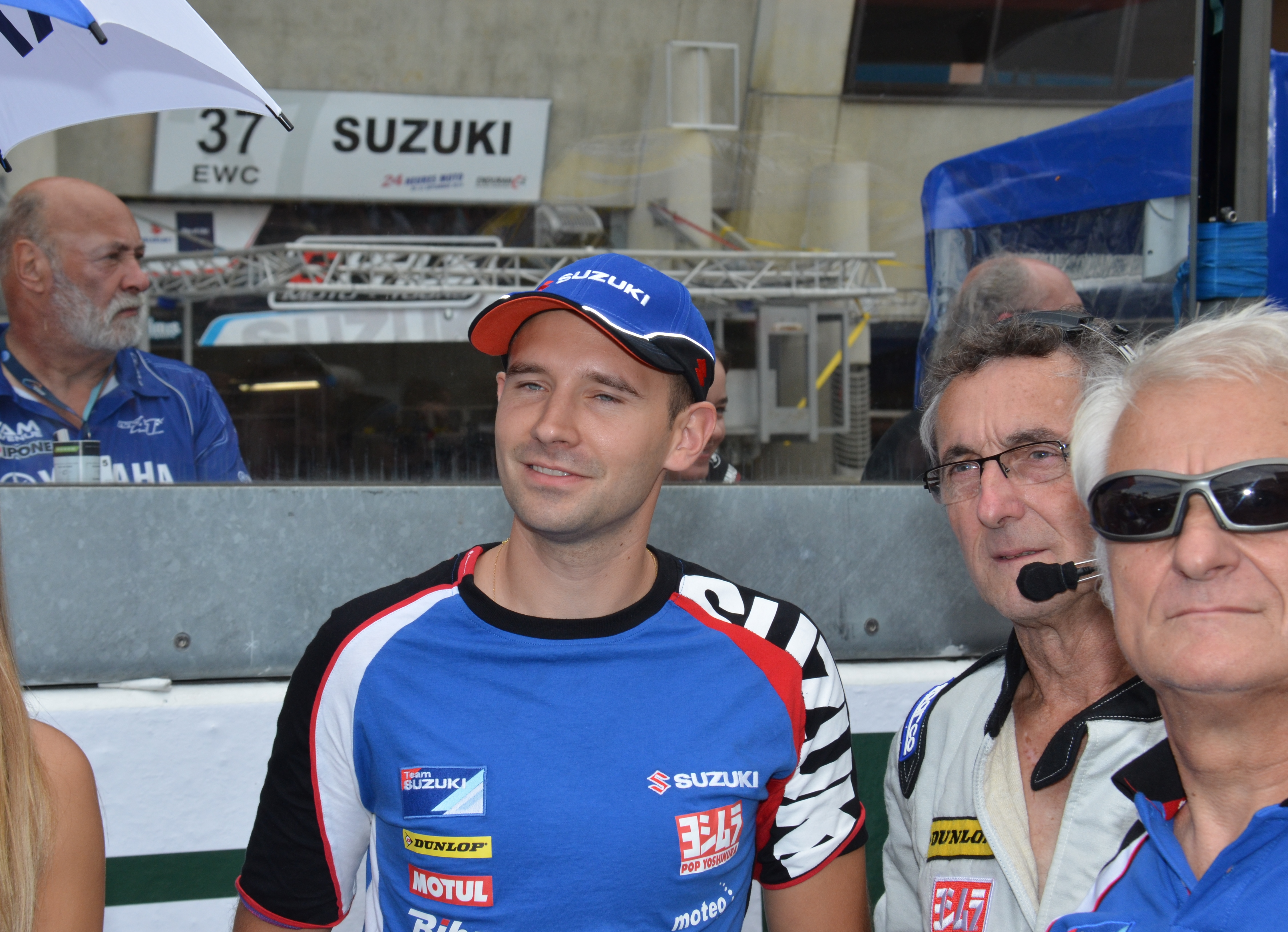
Anthony Delhalle aux 24 Heures Moto 2014.

## Biographie

### Mort
Anthony Delhalle est mort le 9 mars 2017 lors d'essais privés sur le circuit de Nogaro.

## Palmarès
- 2000
  - 4e de la Junior Cup
- 2001
  - Coupe de France Promosport 250
- 2002
  - Coupe de France Promosport 250
- 2003
  - Championnat de France Open Supersport
- 2004
  - Championnat de France Open Stocksport
- 2005
  - 2e de la Coupe de France Promosport 1000
    - Victoire sur le circuit de Lédenon
- 2006
  - Vainqueur du Bol d'or en catégorie Superstock - Junior Team Suzuki LMS
  - 4e de l'European GSX-R Cup
- 2007
  - Coupe du monde d'endurance Superstock - Junior Team Suzuki LMS
    - Vainqueur des 24 Heures Moto
    - Vainqueur du Bol d'or

  - Superbike français - Junior Team Suzuki LMS
    - 9e du Championnat de France Superbike
- 2008
  - Coupe du monde d'endurance Superstock - Qatar Endurance Racing Team IJT
    - Vainqueur de la Coupe du monde d'endurance Superstock
- 2009
  - Coupe du monde d'endurance Superstock - Qatar Endurance Racing Team IJT
    - Vainqueur de la Coupe du monde d'endurance Superstock
- 2010
  - Moto2
    - 25e du Grand Prix du Qatar
    - DNF au Grand Prix d'Italie
    - DNF au Grand Prix de Grande-Bretagne

  - Coupe du monde d'endurance Superstock - Qatar Endurance Racing Team IJT
    - Vainqueur de la Coupe du monde d'endurance Superstock

  - Champion Superbike du Qatar
- 2011, 2012, 2013, 2015 et 2016 : champion du monde d'endurance WEC avec le Suzuki Endurance Racing Team (SERT)

## Endurance EWC
(Les courses en gras indiquent une pole position.)
| Année | Moto   | 1                | 2                       | 3                         | 4                         | 5                  | Pos |
| ----- | ------ | ---------------- | ----------------------- | ------------------------- | ------------------------- | ------------------ | --- |
| 2011  | Suzuki | Bol d'or 1       | 8 Heures de Suzuka 9    | 24 Heures Moto 2          | 8 Heures de Doha 3        |                    | 1er |
| 2012  | Suzuki | Bol d'or 2       | 8 Heures de Suzuka 15   | 8 Heures d'Oschersleben 1 | 24 Heures Moto 2          | 8 Heures de Doha 4 | 1er |
| 2013  | Suzuki | Bol d'or 3       | 8 Heures de Suzuka 4    | 8 Heures d'Oschersleben 1 |                           |                    | 1er |
| 2014  | Suzuki | Bol d'or Ab.     | 8 Heures de Suzuka 8    | 8 Heures d'Oschersleben 5 | 24 Heures Moto 1          |                    | 2e  |
| 2015  | Suzuki | 24 Heures Moto 1 | 8 Heures de Suzuka 4    | 8 Heures d'Oschersleben 2 | Bol d'or 3                |                    | 1er |
| 2016  | Suzuki | 24 Heures Moto 5 | 12 Heures de Portimao 2 | 8 Heures de Suzuka 23     | 8 Heures d'Oschersleben 2 |                    | 1er |